# Tela mosquiteira
Tela mosquiteiro, tela anti-pragas (ou popularmente apenas mosquiteiro ou cortinado) é um tipo de tela com tramas milimetricamente entrelaçadas, usada para a proteção contra insetos e outros animais pequenos, que ficam assim impedidos de aproximarem-se da pessoa ou objetos por ela guardados.

## Usos
É usada na proteção contra insetos em indústrias onde há a manipulação de alimentos ou medicamentos, sendo obrigatórias por lei em estes casos, nalguns países como o Brasil, onde é fiscalizado pela Agência Nacional de Vigilância Sanitária. As telas devem ficar nas portas e janelas que se comunicam com o exterior, devem ser facilmente removíveis para limpeza e, ainda, ser conservadas em bom estado e possuir aberturas limitadas a um padrão predeterminado (ex: 2 mm).
O tamanho do orifício é importante para determinar a passagem do ar: furos muito pequenos tolhem a aeração do ambiente, o que torna-se incômodo nos períodos de maior calor.
No ambiente doméstico a tela mosquiteira protege principalmente contra os mosquitos (pernilongos).
Na África o uso de mosquiteiros permitiu grande redução no número de contaminações de malária.